# Azenaide Carlos
Azenaide Danila José Carlos (* 14. Juni 1990 in Luanda, Angola) ist eine angolanische Handballspielerin, die für die angolanische Nationalmannschaft aufläuft.

## Karriere

### Im Verein
Carlos begann das Handballspielen im Jahr 2001 beim angolanischen Verein 1º de Agosto. Im Jahr 2009 rückte sie in den Kader der Damenmannschaft von 1º de Agosto auf. Ab Februar 2011 stand die Rückraumspielerin bis zum Saisonende 2010/11 beim spanischen Erstligisten Balonmano Bera Bera unter Vertrag. Anschließend kehrte die Linkshänderin zu 1º de Agosto zurück, mit dem sie 2013 die angolanischen Meisterschaft gewann. Daraufhin verließ sie den Verein und schloss sich im Jahr 2014 dem Ligakonkurrenten Atlético Petróleos Luanda an. Mit den beiden angolanischen Vereinen gewann sie insgesamt einmal die angolanische Meisterschaft, dreimal den angolanischen Pokal, dreimal den angolanischen Supercup sowie zweimal den CAHB Pokal der Pokalsieger.
Carlos schloss sich im Februar 2020 dem kroatischen Erstligisten ŽRK Podravka Koprivnica an. Mit Podravka Koprivnica gewann sie 2021 die kroatische Meisterschaft. Anschließend wechselte sie zum rumänischen Erstligisten Rapid Bukarest. Mit Rapid gewann sie 2022 die rumänische Meisterschaft. Nachdem Carlos ab dem Sommer 2022 beim türkischen Erstligisten Kastamonu Belediyesi GSK unter Vertrag gestanden hatte, kehrte sie im Januar 2023 zu Rapid Bukarest zurück. Im Sommer 2023 unterschrieb sie einen Vertrag beim Ligakonkurrenten CSM Corona Brașov.

### In Auswahlmannschaften
Carlos gehört dem Kader der angolanischen Nationalmannschaft an, mit der sie an den Olympischen Spielen 2008, an den Olympischen Spielen 2012, an den Olympischen Spielen 2016, an den Olympischen Spielen 2020 sowie an den Olympischen Spielen 2024 teilnahm. Mit Angola gewann sie 2012, 2016, 2018 und 2021 die Afrikameisterschaft  sowie 2015 und 2019 die Afrikaspiele.
Carlos trug die angolanische Fahne bei der Eröffnungsfeier der Olympischen Sommerspiele 2024.